# 任天堂Labo
任天堂Labo（又译作）是由任天堂平台技術開發本部开发，于2018年4月20日发售的手工DIY纸模套件，包含纸模所需的各种零件和一个任天堂Switch平台的配套游戏软件（本遊戲不設eShop下載版）。组装完成后的纸模可与任天堂Switch的Joy-Con以及本体装配在一起，组合成名为Toy-Con的玩具套件，再配合相应软件进行体感互动游戏。部分游戏中自带简单的定制和编程功能，任天堂鼓励玩家通过这些功能自行发掘更多新玩法。
2018年1月18日早晨，任天堂通过Switch官网宣布新产品系列任天堂Labo将于2018年4月20日发售。第一波上市的产品有Toy-Con 01 - Variety Kit（内含遥控车、钓鱼杆、钢琴等纸模）和Toy-Con 02 - Robot Kit（内含机器人纸模）；第二波上市的产品有Toy-Con 03 - Vehicle Kit（内含車輛方向盘、車輛油門、飛機控制杆等纸模），於2018年9月14日發售。第三波上市产品为Toy-Con 04 - VR Kit，于2019年4月12日发售。
任天堂Labo中印有设计图的纸模零件会在日后单独出售，也会免费提供纸模设计图的下载（可用于自备的硬纸板甚至其他素材），方便玩家替换在游玩过程中老旧损坏或丢失的纸模。此外还会在发售前的2月与3月在东京和大阪先行展开亲子体验活动。其后任天堂又于2018年11月23日宣布「Nintendo Labo Toy-Con 01: 組合套裝」將於2019年1月17日起支援中文。  其後發售的「Nintendo Labo Toy-Con 04 - VR套裝」當日同步支援中文。

## 反响
engadget日本版认为，过去的儿童玩具虽然也有结合手工DIY和电子学的产品，但往往局限性很大。虽然家长以开发儿童智能的目的购入，但大多数情况下儿童会很快对其厌倦，吸引力并不如传统电子游戏。同时拥有实际购买权的家长通常又认为传统电子游戏是被动的，而他们更希望儿童玩具需要DIY并有教育意义。任天堂LABO正是一种瞄准此类消费需求的产品。任天堂Switch在上市第一年因为长期的供货不足而失去了相当大的铺货机会，而任天堂又制定了具有野心的第一年度出货数量计划。在第一轮满足了以任天堂爱好者和传统电子游戏爱好者为核心的初期需求后，人们会关注它是否能推出新的秘密武器来吸引潜在消费群购入。时代周刊则认为，LABO证明了在任天堂眼中Switch更接近娱乐设备不是传统的电子游戏机。在更早发行的聚会游戏《1-2-Switch》中Joy-Con可以充当乒乓球拍或是剑等几乎一切道具，而任天堂LABO正是这一概念的演变，与市场上其他顶级电子游戏机提供的东西截然不同。